# Bibliographie sur Marcel Proust
La bibliographie sur Marcel Proust recense les principaux ouvrages publiés sur Marcel Proust, en particulier sur son œuvre À la recherche du temps perdu.

## Ouvrages généraux
- Pierre Abraham, Proust, Paris, Rieder, 1930.
- Pierre Assouline, Autodictionnaire Proust, Paris, Éditions Omnibus, 2011.
- Maurice Bardèche, Marcel Proust romancier, Paris, Les Sept Couleurs, 1971.
- Jérôme Bastianelli, Dictionnaire Proust-Ruskin, Paris, Classiques Garnier, 2017,  (ISBN 978-2-406-06716-0).
- Samuel Beckett, Proust, essai composé en anglais en 1930, traduit en français par É. Fournier, Paris, Minuit, 1990.
- Annick Bouillaguet, Brian G. Rogers (dir.), Dictionnaire Marcel Proust, Paris, Honoré Champion, coll. « Dictionnaires et références », 2004.
- René Boylesve, Premières réflexions sur l’œuvre de Marcel Proust, in René Boylesve & Marcel Proust, Quelques échanges et témoignages, Paris, Le Divan, coll. « Le souvenir de René Boylesve », 1931.
- Georges Cattaui, Marcel Proust, Proust et son Temps, Proust et le Temps, préface de Daniel-Rops, Paris, Julliard, 1953.
- Pietro Citati, La Colombe poignardée, Proust et la Recherche, Paris, Gallimard, 1997.
- Antoine Compagnon, Proust entre deux siècles, Paris, Le Seuil, 1989.
- Ernst Robert Curtius, Marcel Proust, Paris, La Revue Nouvelle, 1928.
- (it) Giacomo Debenedetti, Rileggere Proust e altri saggi proustiani, Milan, Mondadori, 1982.
- (it) Giacomo Debenedetti, Proust, édité par M. Lavagetto e V. Petrantonio, Turin, Bollati Boringhieri, 2005.
- Gilles Deleuze, Proust et les signes, Paris, PUF, 1970.
- Ghislain de Diesbach, Proust, Paris, Perrin, 1991.
- Roger Duchêne, L'Impossible Marcel Proust, Paris, Robert Laffont, 1994.
- Jean-Paul Enthoven et Raphaël Enthoven, Dictionnaire amoureux de Marcel Proust, Paris, Plon, 2013.
- Michel Erman, Marcel Proust, Paris, Fayard, 1994.
- Ramon Fernandez (dir.), Hommage à Marcel Proust, Paris, Gallimard, coll. « Les Cahiers Marcel Proust », no 1, 1927.
- Ramon Fernandez, À la gloire de Proust, Paris, éditions de La Nouvelle Revue critique, 1943 ; rééd. Paris, Grasset sous le titre Proust, 2009  (ISBN 9782246075226).
- Luc Fraisse, L'Éclectisme philosophique de Marcel Proust, Paris, Presses universitaires de Paris-Sorbonne, coll. « Lettres françaises », 2013.
- Anne Henry, La Tentation de Proust, Paris, PUF, 2000,  (ISBN 2-13-051075-2).
- Edmond Jaloux, Avec Marcel Proust, Genève, La Palatine, 1953.
- Robert Kahn, Images, passages : Marcel Proust et Walter Benjamin, Paris, Éditions Kimé, coll. « Détours littéraires », 1998.
- Julia Kristeva, Le temps sensible : Proust et l'expérience littéraire, Paris, Gallimard, coll. « Folio essai », 2000.
- Giovanni Macchia, L'Ange de la Nuit (Sur Proust), Paris, Gallimard, 1993.
- Diane de Margerie, Proust et l'obscur, Paris, Albin Michel, 2010.
- Claude Mauriac, Proust par lui-même, Paris, Seuil, coll. « Écrivains de toujours », 1953.
- François Mauriac, Du côté de chez Proust, Paris, La Table ronde, 1947.
- André Maurois, À la recherche de Marcel Proust, Paris, Hachette, 1949.
- André Maurois, Le Monde de Marcel Proust, Paris, Hachette, 1960.
- Patrick Mimouni, Les Mémoires maudites, Juifs et homosexuels dans l'œuvre et la vie de Marcel Proust,  Paris, Grasset, 2018.
- Patrick Mimouni, Proust amoureux, vie sexuelle, vie sentimentale, vie spirituelle,  Paris, Grasset, 2021.
- George Painter, Marcel Proust, 2 vol., Paris, Mercure de France, 1966-1968, traduit de l'anglais et préfacé par Georges Cattaui; édition revue, en un volume, corrigée et augmentée d'une nouvelle préface de l'auteur, Paris, Mercure de France, 1992.
- Gaëtan Picon, Lecture de Marcel Proust, Paris, Mercure de France, 1963.
- Jérôme Picon, Marcel Proust, une vie à s'écrire, Paris, Flammarion, 2016.
- Léon Pierre-Quint, Marcel Proust, sa vie, son œuvre, Paris, Sagittaire, 1946.
- Nathalie Quintane, Une lecture de Proust, Baudelaire, Nerval, Paris, La Fabrique, 2018.
- Henri Raczymow, Le Cygne de Proust, Gallimard, coll. « L'un et l'autre », 1989.
- Henri Raczymow, Le Paris retrouvé de Marcel Proust, Paris, Parigramme, 2005.
- Henri Raczymow, Notre cher Marcel est mort ce soir, Paris, Denoël, 2012 ; rééd. Paris, Arléa-Poche, 2014.
- Henri Raczymow, A la recherche du Paris de Marcel Proust, Parigramme, 2021.
- Jean-François Revel, Sur Proust, Paris, Grasset, coll. « Les Cahiers rouges », 1987.
- Jean-Pierre Richard, Proust et le monde sensible, Paris, Le Seuil, 1974.
- Louis de Robert, Comment débuta Marcel Proust, lettres inédites, Paris, Gallimard, 1925.
- (it) Giuseppe Scaraffia, Marcel Proust : Alla ricerca di Swann, Pordenone, Studio Tesi, 1986.
- Ernest Seillière, Marcel Proust, Paris, Éditions de La Nouvelle Revue critique, 1931.
- Anne Simon, Proust ou le réel retrouvé, Paris, PUF, 2000.
- Jean-Yves Tadié, Marcel Proust, NRF/Biographie, Paris, Gallimard, 1996.
- Jean-Yves Tadié, De Proust à Dumas, Paris, Gallimard, coll. « Blanche », 2006.
- Davide Vago, Proust en couleur, Paris, Honoré Champion, coll. « Recherches proustiennes », 2012.
- Edmund White, Marcel Proust, Montréal, Fides, 2001.

## Ouvrages iconographiques
- Georges Cattaui, Proust, documents iconographiques, Paris, éditions Pierre Cailler, coll. « Visages d'hommes célèbres », 1956, 248 pages illustrées de 175 photos relatives à Marcel Proust.
- Collectif, Le Monde de Proust vu par Paul Nadar, Paris, édition du Centre des monuments nationaux / Éditions du Patrimoine, 1999 -  (ISBN 9782858223077)
- Pierre Clarac et André Ferré, Album Proust, Paris, Gallimard, album de la Bibliothèque de la Pléiade, 1965.
- Mireille Naturel et Patricia Mante-Proust, Marcel Proust. L’Arche et la Colombe, Paris, Michel Lafon, 2012.
- Jérôme Picon, Marcel Proust, album d'une vie, Paris, Textuel, 1999.
- Henri Raczymow, Le Paris retrouvé de Marcel Proust, Paris, Parigramme, 1995.
- Henri Raczymow, A la recherche du Paris de Marcel Proust, Parigramme, 2021

## Monographies
- Céleste Albaret (et Georges Belmont), Monsieur Proust, Paris, Robert Laffont, 1973.
- Béatrice Athias, La Voix dans “À la recherche du temps perdu” de Marcel Proust, Paris, Classiques Garnier, coll. « Bibliothèque proustienne », 2021.
- Jérôme Bastianelli, Dictionnaire Proust-Ruskin, Paris, Classiques Garnier, coll. « Bibliothèque proustienne », 2017.
- Jacques Bersani (éd.), Les Critiques de notre temps et Proust, Paris, Garnier, 1971.
- Sophie Bertho, La Peinture selon Proust. Les détournements du visuel, Paris, Classiques Garnier, coll. « Bibliothèque proustienne », 2021.
- (en) Martine Beugnet et Marion Schmid, Proust at the Movies, Ashgate, Aldershot et Burlington, 2004, 261 p.  (ISBN 0-75463541-4).
- Catherine Bidou-Zachariasen, Proust sociologue. De la maison aristocratique au salon bourgeois, Paris, Descartes, 1997.
- Maurice Blanchot, « L'étonnante patience », chapitre consacré à Marcel Proust dans le Livre à venir, Paris, Gallimard, 1959.
- Philippe Blay, Jean-Christophe Branger et Luc Fraisse, Marcel Proust et Reynaldo Hahn. Une création à quatre mains, Paris, Classiques Garnier, coll. « Bibliothèque proustienne », 2018.
- Évelyne Bloch-Dano, Madame Proust, biographie de la mère de Marcel Proust, Paris, Grasset, 2004.
- Henri Bonnet, Les Amours et la Sexualité de Marcel Proust, Paris, Nizet, 1985.
- Alain de Botton, Comment Proust peut changer votre vie, trad. de l'anglais par Maryse Leynaud, Paris, Denoël, 1997.
- Brassaï, Marcel Proust sous l'emprise de la photographie, Paris, Gallimard, 1997.
- Étienne Brunet, Le Vocabulaire de Marcel Proust, avec l’Index complet et synoptique de À la recherche du temps perdu, 3 vol., 1918 p., Genève-Paris, Slatkine-Champion, 1983 (préface de J.Y. Tadié).  (ISBN 2051004749 et 9782051004749).
- Alain Buisine, Proust et ses lettres, Lille, Presses Universitaires de Lille, coll. « Objet », 1983.
- Alain Buisine, Proust. Samedi 27 novembre 1909, Paris, Jean-Claude Lattès, coll. « Une journée particulière », 1991.
- Thomas Carrier-Lafleur, L'Œil cinématographique de Proust, Paris, Classiques Garnier, coll. « Bibliothèque proustienne », 2016.
- (en) William C. Carter, Proust in Love, Yale University Press, New Haven et Londres, 2006, 266 p.  (ISBN 0-300-10812-5).
- Philippe Chardin, Proust ou le bonheur du petit personnage qui compare, Paris, Honoré Champion, 2006.
- Philippe Chardin, Originalités proustiennes, Paris, Kimé, 2010.
- Jean Clausel, Le Marcel de Proust, Portaparole, 2009.
- Joseph Czapski, Proust contre la déchéance : Conférence au camp de Griazowietz, Noir sur blanc, 2004 et 2011.
- Richard Davenport-Hines, Proust au Majestic, Paris, Grasset, 2008.
- Gilles Deleuze, Proust et les signes, Paris, P.U.F., 1970
- Gérard Desanges, Proust et la politique. Une conscience française, Paris, Classiques Garnier, coll. « Bibliothèque proustienne », 2019.
- Serge Doubrovsky, La Place de la madeleine, Écriture et fantasme chez Proust, Paris, Mercure de France, 1974.
- Robert Dreyfus, Souvenirs sur Marcel Proust (accompagnés de lettres inédites), Paris, Grasset, 1926.
- Clovis Duveau, Proust à Orléans, édité par les Musées d'Orléans, 1998.
- Michel Erman, Le Bottin proustien. Qui est dans "La Recherche" ?, Paris, La Table Ronde, 2010.
- Michel Erman, Le Bottin des lieux proustiens, Paris, La Table ronde, 2011.
- André Ferré, Les Années de collège de Marcel Proust, Paris, Gallimard, 1959.
- Albert Feuillerat, Comment Marcel Proust a composé son roman, Paris, Slatkine, 1972 (1re édition 1934).
- Luc Fraisse, Le Processus de la création chez Marcel Proust, Paris, José Corti, 1988.
- Luc Fraisse, en collaboration avec Michel Raimond, Proust en toutes lettres, Paris, Bordas, 1989.
- Luc Fraisse, L'Œuvre cathédrale. Proust et l'architecture médiévale, Paris, José Corti, 1990, 574 pages ; rééd. Paris, Classiques Garnier, coll. « Bibliothèque proustienne », 2014.
- Luc Fraisse, L’Esthétique de Marcel Proust, Paris, SEDES, 1995.
- Luc Fraisse, Marcel Proust au miroir de sa correspondance, Paris, SEDES, 1996.
- Luc Fraisse, Proust et le japonisme, Strasbourg, Presses universitaires, 1997.
- Luc Fraisse, La Correspondance de Proust – son statut dans l’œuvre, l’histoire de son édition, Besançon, Annales littéraires de Franche-Comté, 1998.
- Luc Fraisse, La Petite Musique du style. Proust et ses sources littéraires, Paris, Classiques Garnier, coll. « Bibliothèque proustienne », 2011.
- Luc Fraisse, L’Éclectisme philosophique de Marcel Proust, Paris, Presses universitaires de Paris-Sorbonne, coll. « Lettres françaises », 2013.
- Luc Fraisse, Proust et la stratégie militaire, Paris, Hermann, coll. « Savoir Lettres », 2018.
- Louis Gautier-Vignal, Proust connu et inconnu, Paris, Robert Laffont, 1976.
- Cyril Grunspan, Marcel Proust. Tout dire, Portaparole, 2005.
- Jean-Michel Henny, Marcel Proust à Évian. Étape d’une vocation, Neuchâtel, Chaman édition, 2015.
- Geneviève Henrot, Délits/Délivrance. Thématique de la mémoire proustienne, Padova, Cleup, 1991.
- Geneviève Henrot Sostero, Pragmatique de l'anthroponyme dans “À la recherche du temps perdu”, Paris, Champion, 2011.
- Anne Henry, Marcel Proust. Théories pour une esthétique, Paris, Klincksieck, 1983.
- Luzius Keller, Lire, traduire, éditer Proust, Paris, Classiques Garnier, coll. « Bibliothèque proustienne », 2016.
- Pierre Klossowski, Sur Proust, édité et préfacé par Luc Lagarde, Paris, Serge Safran Éditeur, 2019 (inédit).
- Elisabeth Ladenson, Proust lesbien (préface d'Antoine Compagnon), Ed. EPEL 2004.
- Luc Lagarde, Proust à l'orée du cinéma, Lausanne / Paris, L'Âge d'homme, coll. « Contemporains », 2016.
- Thierry Laget, Proust, prix Goncourt. Une émeute littéraire, Paris, Gallimard, 2019.
- Sylvaine Landes-Ferrali, Proust et le Grand Siècle, Gunter Narr Verlag, Tübingen.
- Yves Lelong, Proust, la santé du malheur, Paris, Séguier, 1987.
- Franck Lhomeau et Alain Coelho, Marcel Proust à la recherche d'un éditeur, Olivier Orban, 1988.
- Nathalie Mauriac Dyer, Proust inachevé, le dossier Albertine disparue, Paris, Honoré Champion, 2005.
- Marie Miguet-Ollagnier, La Mythologie de Marcel Proust, Paris, Les Belles Lettres, coll. « Annales littéraires de l'Université de Besançon », 1982, 425 p. (ISBN 2-251-60276-3, présentation en ligne).
- Jean Mouton, Le Style de Marcel Proust, Paris, Éditions Corréa, 1948.
- Christian Péchenard, Proust à Cabourg ; Proust et son père ; Proust et Céleste, in Proust et les autres, Paris, La Table Ronde, 1999.
- Anne Penesco, Oralité du texte et écriture des voix dans “À la recherche du temps perdu”, Paris, Classiques Garnier, coll. « Bibliothèque proustienne », 2021.
- Léon Pierre-Quint, Comment travaillait Proust, Bibliographie, Les Cahiers Libres, 1928.
- Georges Poulet, L'Espace proustien, Paris, Gallimard, 1963.
- Jérôme Prieur, Proust fantômme, Paris, Gallimard, 2001 ; réédition coll. Folio, 2006.
- (en) Anthony Pugh, The Birth of a LA Recherche Du Temps Perdu, French Fourm Publishers, 1987.
- (en) Anthony Pugh, The Growth of A la recherche du temps perdu: A Chronological Examination of Proust's Manuscripts from 1909 to 1914, University of Toronto Press, 2004 (deux volumes).
- Henri Raczymow, Le Cygne de Proust, Paris, Gallimard, coll. « L'un et l'autre », 1990.
- Henri Raczymow,  Notre cher Marcel est mort ce soir, Paris, Denoël, 2013.
- Thomas Ravier, Éloge du matricide : Essai sur Proust, Paris, Gallimard, coll. « L'Infini », 2008, 200 p.  (ISBN 978-2-07-078443-1).
- Jean Recanati, Profils juifs de Marcel Proust, Paris, Buchet-Chastel, 1979.
- Jacqueline Risset, Une certaine joie. Essai sur Proust, Paris, Éditions Hermann, 2009.
- Gilbert Romeyer-Dherbey, La Pensée de Marcel Proust, Paris, Classiques Garnier, coll. « Bibliothèque proustienne », 2015.
- Claudio Rozzoni, Proust et la politique. Une conscience française, trad. Pietro Allia, Adeline Thulard, Paris, Classiques Garnier, coll. « Bibliothèque proustienne », 2016.
- Niels Soelberg, Recherche et Narration. Lecture narratologique de Proust, Copenhague, Museum Tusculanum Press, 2000.
- (en) Michael Sprinker, History and Ideology in Proust. « À la recherche de temps perdu » and the Third French Republic, London, Verso, 1998.
- Jean-Yves Tadié, Marcel Proust : La cathédrale du temps, Paris, Gallimard, coll. « Découvertes Gallimard/Littératures » (no 381), 1999, rééd. 2017.
- Jean-Yves Tadié (dir.), Proust et ses amis, Colloque fondation Singer-Polignac, Paris, Gallimard, « Les cahiers de la NRF », 2010.
- Jean-Yves Tadié, Marcel Proust. Croquis d'une épopée, Paris, Gallimard, 2019.
- Philippe Willemart, Proust, poète et psychanalyste, Paris, L'Harmattan, 1999.
- Stéphane Zagdanski, Le Sexe de Proust, Paris, Gallimard, coll. « L'Infini », 1994.